# Microphorella
Microphorella (лат.) — род мух-зеленушек из подсемейства Parathalassiinae (Dolichopodidae). Около 15 видов. Палеарктика, Неарктика, Австралия, Неотропика, Афротропика.

## Описание
Мелкие сероватые мухи длиной 2—3 мм. Голова с широким лицом, равным или более широким, чем суммарная ширина оснований антенн, или сильно суженным вентрально, щека слабо развита до умеренно широкой, антенна с ариста-подобным щупиком не удлинена (около 3x длины постпедицеля или короче), ротовой аппарат направлен вентрально, пальпа узко яйцевидная, подтреугольная или широко булавовидный и уплощенный. Грудь с простернумом, сросшимся с проэптернумом и образующим прекоксальный мостик, щитик с 1 парой сильных волосков около вершины. Крыло с присутствующими жилкой M2 и ячейкой dm, жилка R1 достигает косты за или (редко) перед основанием M2, ячейка cua выпуклая апикально, жилка CuA+CuP короткая или отсутствует, анальная лопасть едва развита. Терминалии самцов с правой эпандриальной ламелью без вентрального отростка, членики, включая гипопрокт, почти симметричные и заостренные до сильно асимметричных. Брюшко самки с вершинными сегментами, втягивающимися в сегмент 5 или 6, синтергит 9+10 разделен и несет акантофорные волоски или акантофорные шипы, церкус относительно широкий, вершина заостренная или широко закругленная, с длинной апикальной щетинкой или без неё

## Классификация
Род включает около 30 видов согласно ревизии проведённой в 2023 году канадскими диптерологами Скоттом Бруксом и Джеффри Каммингом (Invertebrate Biodiversity, Agriculture and Agri-Food Canada, K.W. Neatby Bldg, C.E.F., Ottawa, Ontario). Таксон был впервые описан в 1864 году австрийским энтомологом Йозефом Миком (Josef Mik, 1839—1900). Род филогенетически тесно связан с родом Parathalassius.
- Microphorella, видовая группа с короткой R1:
  - три неописанных вида из запада Северной Америки
  - †Microphorella fragilis Cumming & Greenwalt in Greenwalt et al., 2022[4] — Средний эоцен, Kishenehn Formation
- Microphorella malaysiana species group:
  - Microphorella bira Shamshev & Grootaert, 2004[5] — Сулавеси
  - Microphorella malaysiana Shamshev & Grootaert, 2004[5] — Таиланд, Сингапур, Индонезия
  - Microphorella papuana Shamshev & Grootaert, 2004[5] — Папуа
  - Microphorella satunensis Shamshev & Grootaert, 2004[5] — Таиланд
- Microphorella, видовая группа Южной Африки:
  - Microphorella irwini Brooks et Cumming, 2023 (ЮАР, Western Cape Province)[2]
- Microphorella emiliae species group:
  - Microphorella emiliae Shamshev, 2004 — Дальний Восток России (Сахалин и Курильские острова)
- Microphorella iota species group:
  - Microphorella iota Colless, 1964[6] — Австралия (Австралийская столичная территория и Новый Южный Уэльс)
- Microphorella, австралийская видовая группа:
  - Microphorella bungle Brooks & Cumming, 2022[7] — Австралия: Новый Южный Уэльс (Warrumbungle National Park)
  - Microphorella viticula Brooks & Cumming, 2022[7] — Австралия: Новый Южный Уэльс (Blue Mountains National Park)
- Microphorella чилийская видовая группа:
  - Microphorella amorimi Brooks et Cumming, 2023 (Чили)[2]
- Microphorella chillcotti species group:
  - Microphorella chillcotti Brooks & Cumming, 2012[8]
  - Microphorella vockerothi Brooks & Cumming, 2012[8]
- Microphorella curtipes species group:
  - Microphorella beckeri (Strobl, 1910) — Центральная Европа
  - Microphorella curtipes (Becker, 1910) — север Италии, Корсика, Сардиния
  -  ?Microphorella ulrichi Gatt, 2003[9] — Тунис, Марокко
- Microphorella chiragra species group:
  - Microphorella chiragra Melander, 1927
  - Microphorella longitarsis Melander, 1927
  - Microphorella ornatipes Melander, 1927
  - 11 неописанных видов с запада Северной Америки
- Microphorella acroptera species group:
  - Microphorella acroptera Melander, 1927
  - Microphorella tubifera Melander, 1927
  - 9 неописанных видов с запада Северной Америки
- Род Microphorella s.str.:
  - Microphorella cassari Gatt, 2011[10] — Тунис
  - Microphorella ebejeri Gatt, 2012[11] — Израиль
  - Microphorella praecox (Loew, 1864) — Европа
  - Microphorella similis Brooks in Brooks & Ulrich, 2012[12] — Швейцария
  - Microphorella mamillata Gatt, 2012[11] — Тунис

Средиземноморский вид Microphorella merzi Gatt, 2003 теперь классифицируется в Eothalassius.